# Hergest Ridge
A Hergest Ridge Mike Oldfield 1974. augusztus 24-én megjelent, sorrendben második nagylemeze, amely 2010-ben újrakeverve ismét megjelent. Oldfield a Tubular Bells hatalmas sikere után nem akart ahhoz hasonló albumot készíteni. Bár a lemez szerkezetében azonos elődjével: mindkettő két részre oszlik, de a tartalom nyugalmasabb, a hangulat pedig sokkal egységesebb, nincsenek hirtelen váltások, mint a Tubular Bells-en. (Egyedül a második rész közepén szerepel egy hosszú, dinamikus rész.)
Hergest Ridge egy megalitikus emlékkel rendelkező hely Oldfield akkori lakóhelyétől nem messze, Anglia és Wales határán.
1976-ban a Boxed válogatáslemezre is rákerült a teljes Hergest Ridge album, azonban annak újrakevert változata. Később ez az újabb változat jelent meg CD-n is, az eredeti változat nem kapható.
David Bedford vezényletével később felvették a Hergest Ridge nagyzenekari változatát is, ez egy 1979-ben megjelent dokumentumfilm (The Space Movie) zenéjeként került felhasználásra.

## Számlista
|    | Cím                   | Szerző(k) | Hossz |
| -- | --------------------- | --------- | ----- |
| 1. | Hergest Ridge, Pt. I  | Oldfield  | 21:29 |
| 2. | Hergest Ridge, Pt. II | Oldfield  | 18:45 |

## Közreműködtek

### Zenészek
- Mike Oldfield – elektromos gitár, xilofon, száncsengő, mandolin, diótörő, üstdob, gong, akusztikus gitár, spanyol gitár, farfisa orgona, lowrey orgona, gemini orgona
- Lindsay Cooper – oboa (nem azonos a Tubular Bells-en játszó azonos nevű egyénnel)
- June Whiting – oboa
- Ted Hobart – trombita
- Chilli Charles – pergődob
- Clodagh Simmonds – vokál
- Sally Oldfield – vokál
- Terry Oldfield – fafúvósok
- William Murray – cintányér
- kórus és vonósok: David Bedford vezényletével

### Produkció
- Kiadó: Virgin Records
- Felvétel: The Manor, 1974. tavasz
- Producer és zenei rendező: Mike Oldfield
- Asszisztens: Tom Newman

## Helyezések, eladások és minősítések
| Listák (1974)                              | Legjobb helyezés |
| ------------------------------------------ | ---------------- |
| Ausztrália (Kent Music Report)             | 12               |
| Kanada (Billboard Canadian Albums Chart)   | 91               |
| Hollandia (Dutch Charts Album Top 100)     | 12               |
| Egyesült Királyság (UK Albums Chart)       | 1                |
| USA Billboard 200                          | 87               |
| Lista (2010)                               | Legjobb helyezés |
| Spanyolország (PROMUSICAE Top 100 Álbumes) | 54               |

| Ország (szervezet)                               | Minősítés | Eladások  |
| ------------------------------------------------ | --------- | --------- |
| Egyesült Királyság (BPI)                         | Arany     | 100 000^  |
| Világszerte                                      | —         | 2 000 000 |
| ^ Eladási adat csak eredeti tanúsítvány alapján. |           |           |

## Érdekességek
- A Hergest Ridge előbb került az angol slágerlista élére, mint az előző album, a Tubular Bells. Három hétig tartózkodott az élen, és rögtön ez után került az első helyre a Tubular Bells. Tehát Oldfield egyik lemezét a másik taszította le az első helyről.
- Az album címe elhangzik Oldfield következő munkáján, az Ommadawn-on. A második rész végén, az "On Horseback" című dalban hallható a következő mondat: "So if you you feel a little glum, to Hergest Ridge you should come", vagyis: "Ha egy kicsit komor vagy, "Hergest Ridge"-be kell jönnöd".

## Fordítás
Ez a szócikk részben vagy egészben  a   Hergest Ridge (album) című angol Wikipédia-szócikk fordításán alapul.  Az eredeti cikk szerkesztőit annak laptörténete sorolja fel. Ez a jelzés csupán a megfogalmazás eredetét és a szerzői jogokat jelzi, nem szolgál a cikkben szereplő információk forrásmegjelöléseként.